# دلبية
الدُّلْبِيَّة (الاسم العلمي: Platanaceae) هي فصيلة نباتية تتبع رتبة البروطيات من طائفة الثنائيات الفلقة. الدلبية جنبا إلى جنب مع الفصيلة البروطية (باللاتينية: Proteaceae) والفصيلة النيلومبية (باللاتينية: Nelumbonaceae) تشكل رتبة البروطيات.

## معرض صور

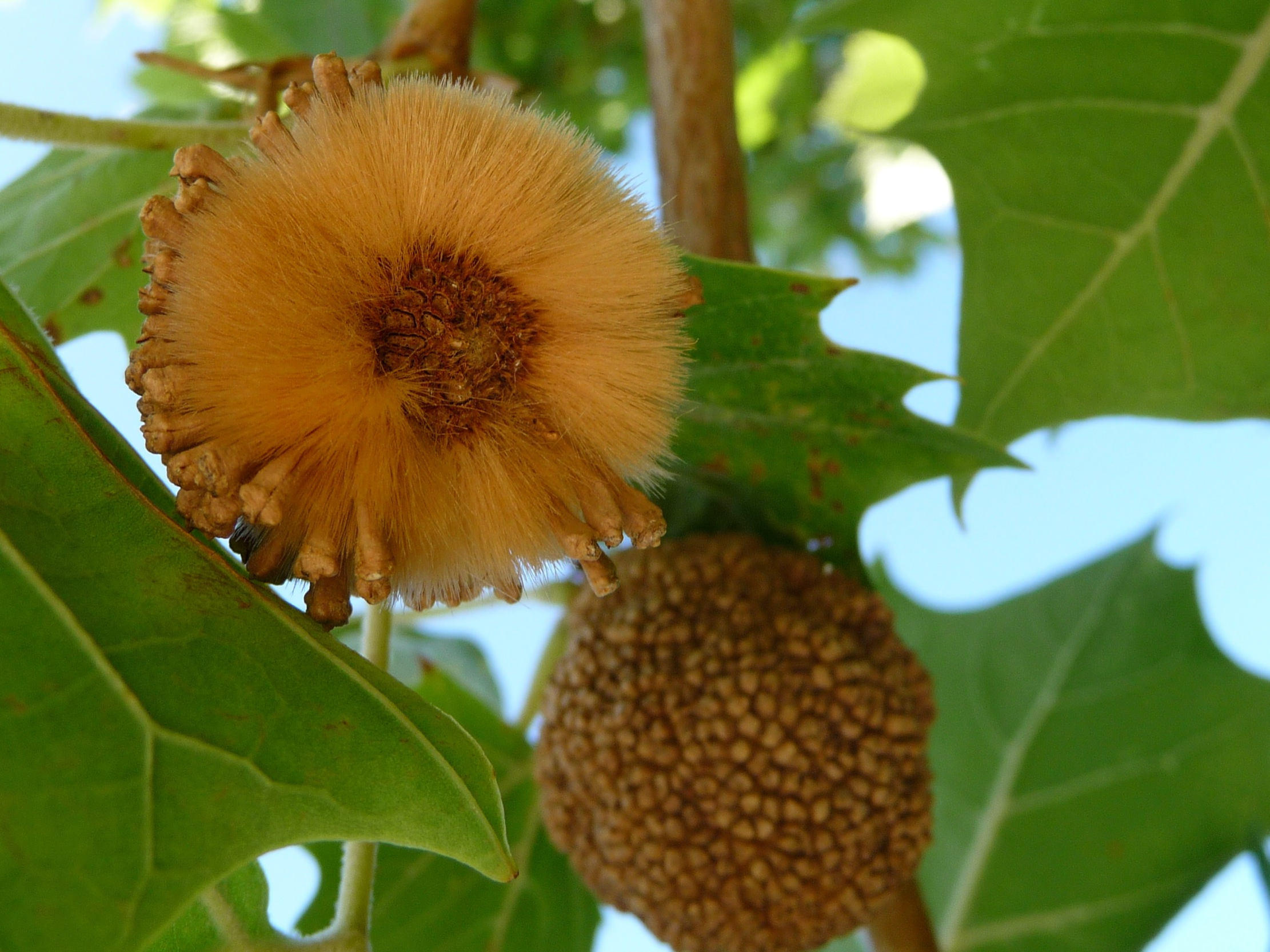
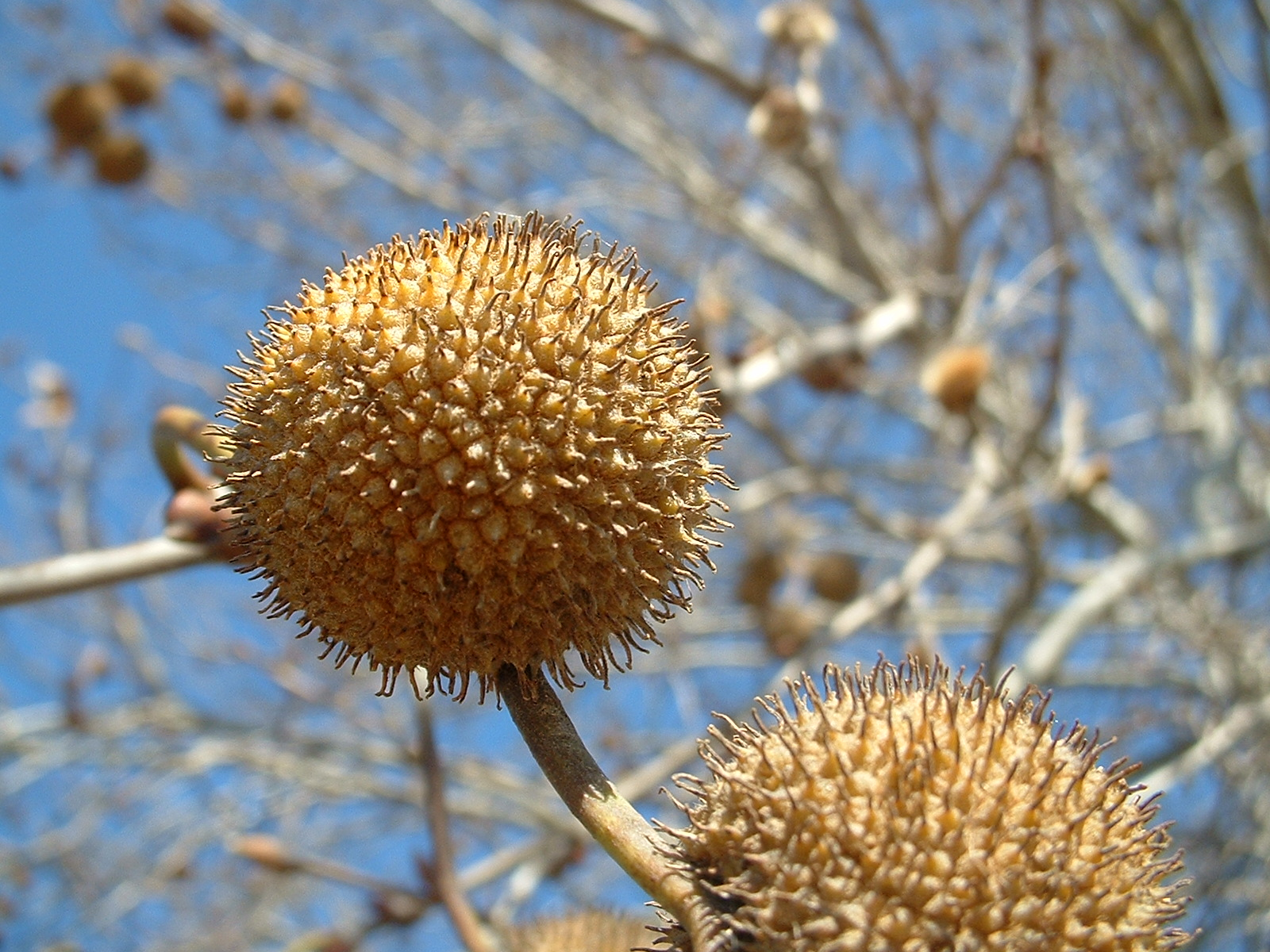
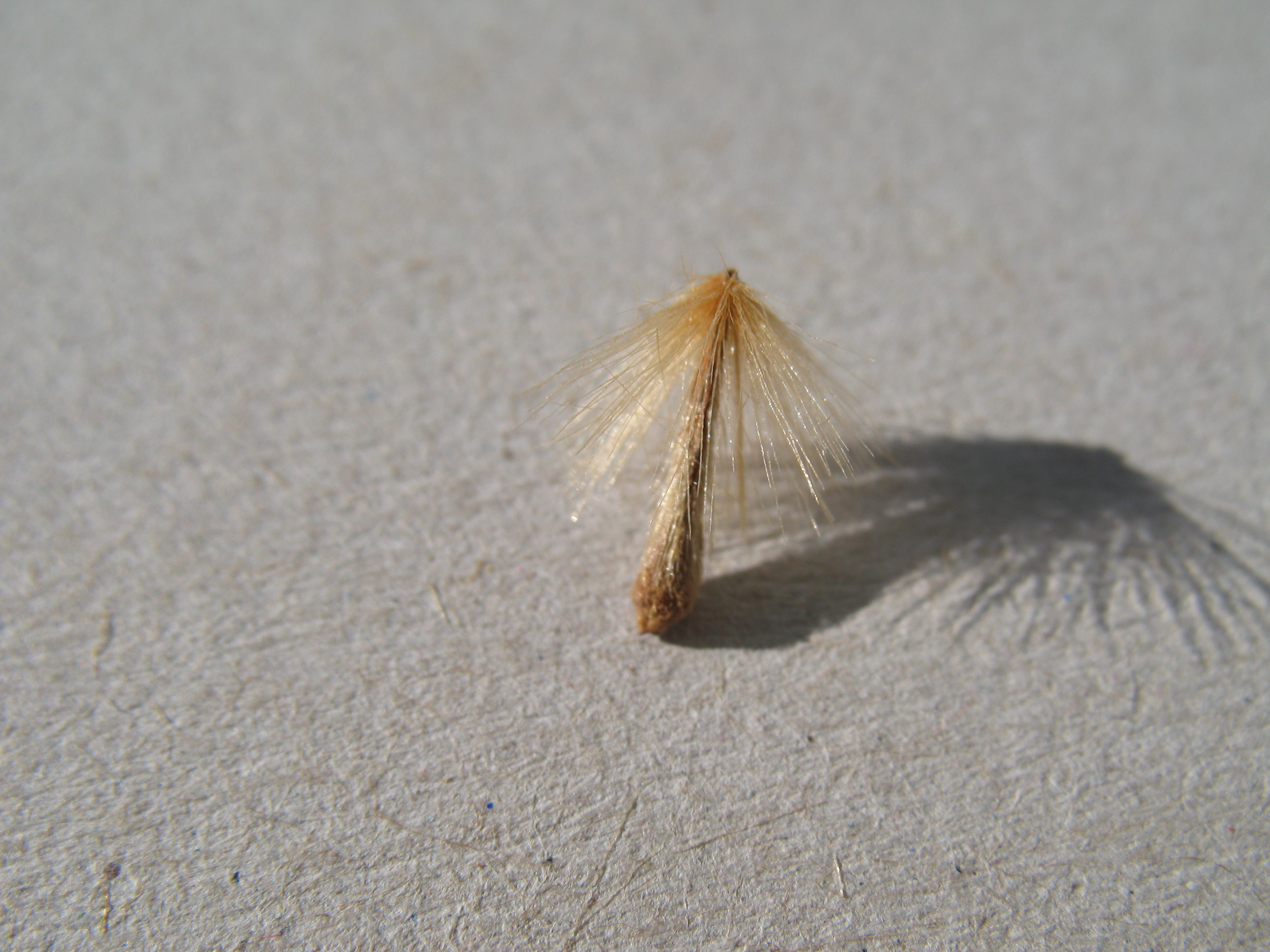

## أجناس
هناك جنس وحيد يتبع هذه الفصيلة هو:
- الدلب (الاسم العلمي: Platanus)

## وصلات خارجية
- Platanaceae in L. Watson and M.J. Dallwitz (1992 onwards), The families of flowering plants.
- Flora of North America: Platanaceae
- Flora of China: Platanaceae
- NCBI Taxonomy Browser
- links at CSDL نسخة محفوظة 13 أكتوبر 2008 على موقع واي باك مشين.